# The Kelly Family

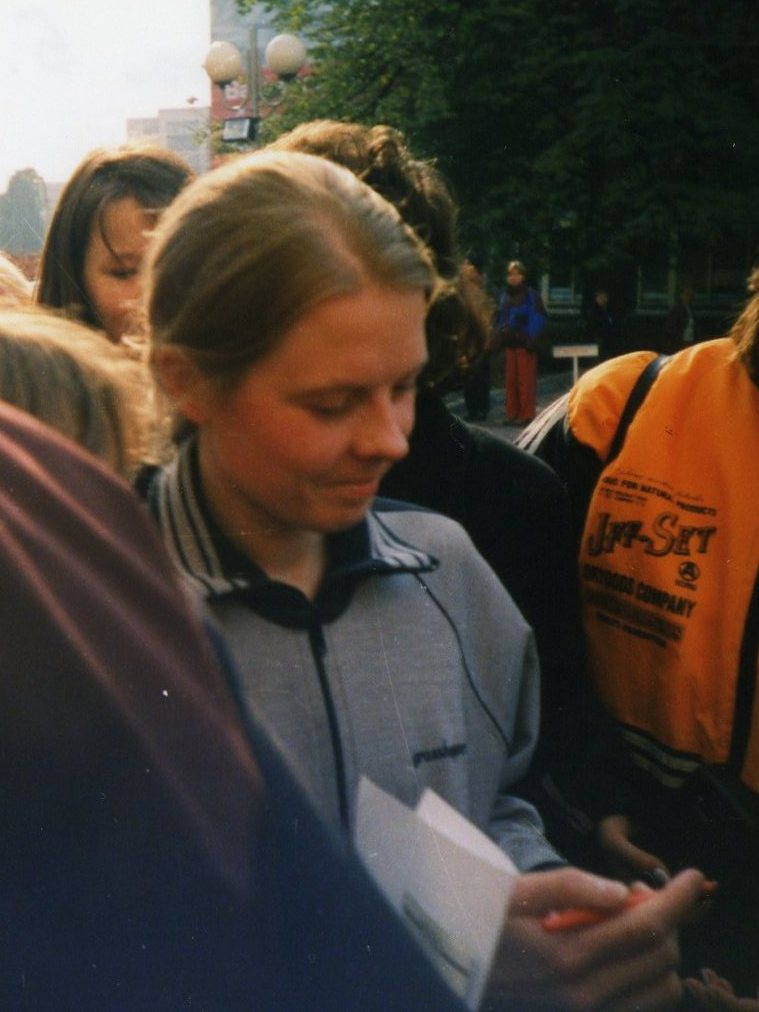
Patricia Kelly rozdává autogramy před hotelem v Ostravě

The Kelly Family je hudební skupina, původně složená z Barbary Ann Kellyové, jejího manžela Daniela Jerome Kellyho a jejich dětí.

## Historie skupiny

### Vznik a počátky
V roce 1966 Barbara Ann a Daniel Jerome Kelly opustili USA se čtyřmi dětmi s Dannym, Caroline, Kathy a Paulem, které měl Daniel se svou první ženou. Poté se usadili v jižním Španělsku. Inspirováni tradicemi začali s dětmi zpívat a tančit na folkovou muziku. Hudbu měli rádi, ze začátku hráli po okolí, svým přátelům a známým. Později začali vystupovat na narozeninových oslavách, svatbách a místních fiestách. V roce 1967 se jim narodil první společný syn Johnny a po něm další děti Patricia (1969), Jimmy (1971) a Joey (1972). V roce 1973 se rodina přestěhovala do Pamplony, kde vystupovali v taverně. Barbara učila doma děti balet, chodily také na hodiny hudby. Pod jménem „Kelly Kids“ je bylo možné vidět ve španělské televizi již v roce 1975. Ve stejném roce se jim narodila dcera Barby. Dále zpívali v Rakousku, Irsku, Německu a Nizozemsku. V roce 1977 se jim narodil syn Paddy, za dva roky dcera Maite. V roce 1979 získali první smlouvu k natočení desky u Polydoru. John nazpíval nejvíce písniček. První vydaný singl se jmenoval „Danny Boy“ a brzy byl následován dalšími. V roce 1980 získali první místo na žebříčku v Nizozemí a Belgii s písní „Who'll Come With Me (David's Song)“. V roce 1981 se narodil syn Angelo a Barbaře zjistili rakovinu prsu. Rodina se vrátila do Pamplony, kde Barbara rok na to zemřela. Danny, Caroline a Paul v následujících letech skupinu opustili a Kathy jako nejstarší žena ve skupině přejala úlohu své matky a starala se o své mladší sourozence. Po smrti Barbary se Kellyovi vydali do Francie, USA a v roce 1988 do Německa. Tam založili svou vlastní nahrávací společnost „KEL-Life“.

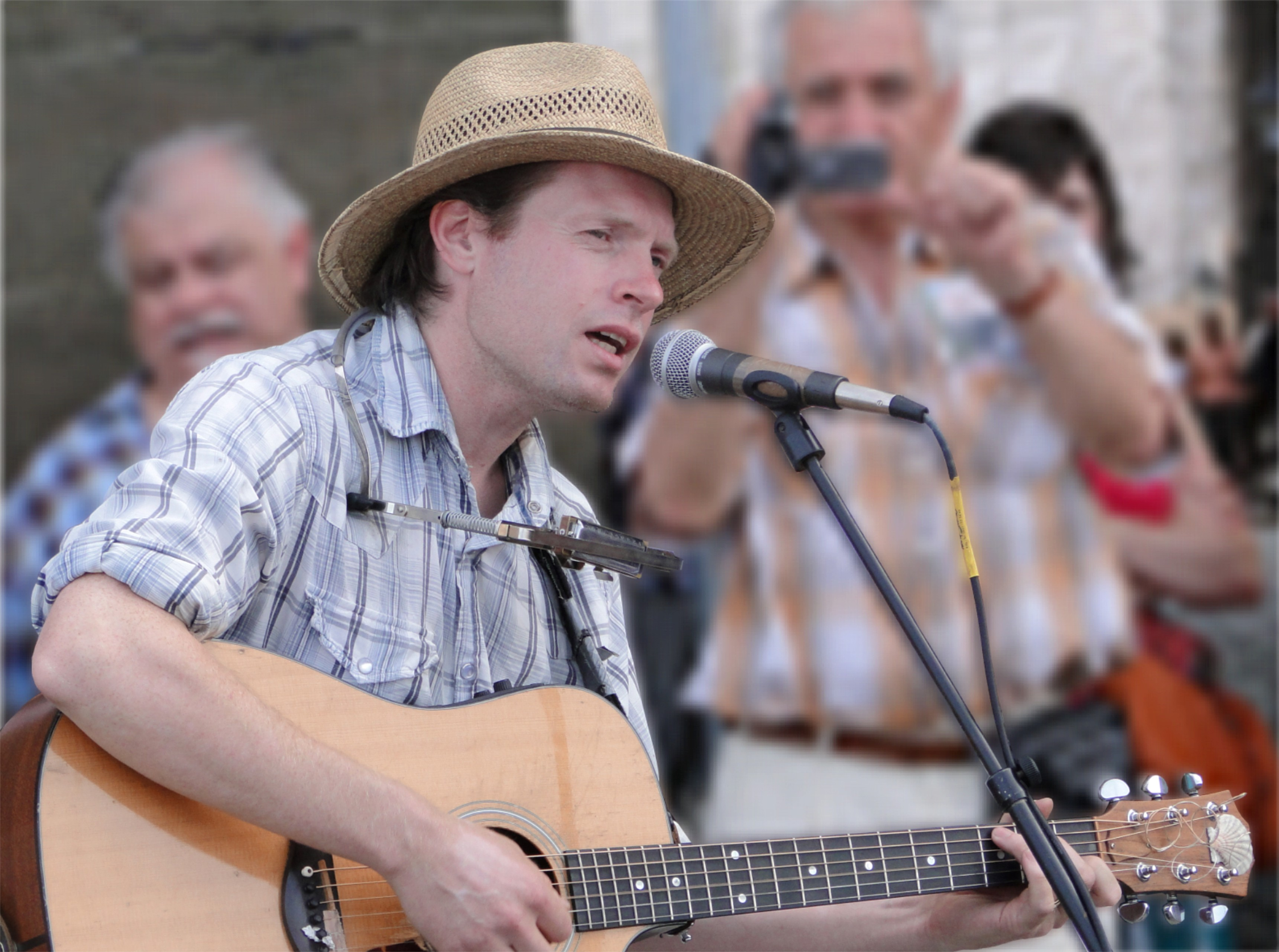
Jimmy Kelly v Drážďanech v roce 2009

### Vrcholné období
Rok 1994 byl pro rodinnou devítičlennou kapelu přelomovým – alba „Over the Hump“ se prodalo přes 4,5 miliónu kusů. Před „Over the Hump“ je ve většině států Evropy nikdo neznal. Ale s vydáním této desky prorazili v mnoha státech Evropy, mimo jiné i v České republice. Brzy následovala alba „Almost heaven“, „Growin' up“, „From their hearts“. Po vydání posledního jmenovaného alba se skupina Kelly Family rozešla.

### Po roce 2000
V roce 2000 opustila skupinu Kathy a John. Kathy chtěla zkusit vlastní sólovou dráhu a John odešel, protože již nesouhlasil s novým uměleckým stylem skupiny. Barby ještě spolupracovala s rodinou při tvorbě alba „La patata“, ale pak se stáhla do ústraní. V šestici vydali album „Homerun“ a poté skupinu opustil Paddy a bylo natočeno album Hope, poté se většina sourozenců věnovala sólové kariéře, ale v roce 2017 ohlásili velký comeback a natočili další album s názvem „We got love“. Na albu vystupují Kathy, Paul, John, Patricia, Jimmy, Joey, Barby a Angelo. Maite a Paddy, který momentálně vystupuje pod jménem Michael Patrick Kelly, pokračují ve svých sólo projektech.
Angelo, Kathy a Jimmy zpívají sólově, Patricia a Maite se na sólovou kariéru připravují a John hraje a zpívá se svou ženou Maite Itoiz, která je operní zpěvačkou. Z původní devítky tvoří v současné době „The Kelly Family“ jenom pětice – Joey, Kathy, která se ke skupině vrátila, Patricia, Maite a také bratr Paul, který s nimi zpíval v dětství. Účast na společných koncertech v budoucnu nevyloučil ani Jimmy. Členové Kellyovy rodiny stále vystupují na koncertech, převážně v Německu, ale někteří i v okolních státech. Skupina v roce 2017 oznámila svůj návrat a 24. 3. 2017 vydala své nejnovější album „We Got Love“, již bez Paddyho a Barby.

## Rodiče
- Daniel Jerome „Dan“ Kelly (11. října 1930 – 5. srpna 2002)
- Barbara Ann Kelly (2. června 1946 – 10. listopadu 1982)

## Děti
| Jméno                          | Datum narození                    | Místo narození                  | Poznámky |
| ------------------------------ | --------------------------------- | ------------------------------- | --- |
| Kathy: Kathleen Ann Kelly      | 6. března 1963                    | Leonminster, Massachusetts, USA | ♀ je rozvedená, má syna (Sean *1992), vystupuje sólo |
| Johnny: John Michael Kelly     | 8. března 1967                    | Talavera de la Reina, Španělsko | ♂ s ženou Maite Itoiz společně koncertují, od roku 2010 tvoří formaci Elfenthal |
| Patricia: Maria Patricia Kelly | 25. listopadu 1969                | Gamonal, Španělsko              | ♀ manžel Denis, mají dva syny (Alexander *2001 a Ignatius *2003), vystupuje sólo |
| Jimmy: James Victor Kelly      | 18. února 1971                    | Gamonal, Španělsko              | ♂ žena Meike a dvě dcery (Aimee *2006 a Maire *2008), vystupuje sólo |
| Joey: Joseph Maria Kelly       | 20. prosince 1972                 | Toledo, Španělsko               | ♂ žena Tanja, mají dva syny (Luke *2000 a Leon *2004) a jednu dceru (Lilian *2006), věnuje se sportu |
| Barby: Barbara Ann Kelly       | 28. dubna 1975 - + 15. duben 2021 | Belascoain, Španělsko           | ♀ opustila kapelu v roce 2002 |
| Paddy: Michael Patrick Kelly   | 5. prosince 1977                  | Dublin, Irsko                   | ♂ žena Joelle, v roce 2010 vystoupil z kláštera, od roku 2011 se nadále věnuje hudbě. V r. 2011 a 2012 v prosinci měl turné s některými svými sourozenci „Stille Nacht“. Na jaře 2013 jsou ohlášený jeho sólo koncerty, v ČR 5.10 v Plzni. |
| Maite Star Kelly               | 4. prosince 1979                  | Berlín, Německo                 | ♀ manžel Florent, mají dvě dcery (Agnes *2006 a Josephine *2008), vystupuje sólo |
| Angelo Gabriele Kelly          | 23. prosince 1981                 | Pamplona, Španělsko             | ♂ žena Kira, mají syna (Gabriel *2001) a dvě dcery (Helen *2002 a Emma *2006) a dalšího syna (Joseph Ewan Gregory Walter *2010), vystupuje sólo                                                                                            |
| Daniel Jerome Kelly            | 1961                              | USA                             | ♂ má problémy se zdravím, nikdy nebyl na turné |
| Caroline Kelly                 | 1962                              | USA                             | ♀ pracuje jako zdravotní sestra v USA, je vdaná, nemá děti |
| Paul Kelly                     | 16. března 1964                   | USA                             | ♂ má šest synů a dceru |

## Diskografie The Kelly Family
- Christmas All Year (1981, Kel-Life)
- Wonderful World (1981, Kel-Life)
- Live (1988, Kel-Life)
- Keep On Singing (1989, Kel-Life)
- New World (1990, Kel-Life)
- Honest Workers (1991, Kel-Life)
- Street Life (1992, Kel-Life)
- The Very Best Over 10 Years (1993, Kel-Life)
- Wow (1993, Kel-Life)
- Over The Hump (1994, Kel-Life)
- Christmas For All (1994, Kel-Life / EMI)
- Almost Heaven (1996, Kel-Life / EMI)
- Growin' Up (1997, Kel-Life / EMI)
- Live Live Live (1998, Kel-Life)
- From Their Hearts (1998, Kel-Life / EMI)
- The Bonus-Tracks Album (1999, Kel-Life)
- Best Of The Kelly Family (1999, Kel-Life / BMG Ariola)
- Best Of The Kelly Family 2 (1999, Kel-Life / BMG Ariola)
- La Patata (2002, Kel-Life / Polydor / Universal)
- Homerun (2004, Kel-Life / Polydor / Universal)
- Hope (2005, Kel-Life)
- The Complete Story (2011, Shop24Direct)
- We Got Love (2017, Airforce1/Universal)

## Diskografie sólo
- Kathy Kelly – The Best Of Kathy Kelly (1999, Kel-Life)
- Kathy Kelly – Morning Of My Life (2001, ePark / Zomba)
- Kathy Kelly – Straight From My Heart (2002, Copas)
- Paddy Kelly – In Exile (2003, Polydor / Universal), Human (2015), Ruah (2016), iD (2017)
- Kathy Kelly – Godspel (2005)
- James Kelly – Babylon (2005, Kel-Life)
- John Kelly & Maite Itoiz – Tales from the Secret Forest (2006, Value Entertainment, rough trade)
- Angelo Kelly – I`m ready (2006)
- Angelo Kelly – Rejoice and be glad (2007)
- Angelo Kelly – Lost sons (2008)
- James Kelly – Roots (2008)
- Angelo Kelly – Up Close Live (2008)
- Patricia Kelly – A New Room (2008)
- Angelo Kelly – Live in Madrid (2009)
- Maite Kelly – The Unofficial Album (2009)
- Patricia Kelly – Essential (2009)
- Jimmy Kelly – Hometown Sessions (2010)
- Angelo Kelly – Slow down

## Působení v Česku
- V roce 1997 na vrcholu slávy hudební skupina navštívila poprvé Česko, kromě vystoupení na koncertu se účastnila i natáčení pořadu v televizi TV Nova
- Maite v Česku představila svůj projekt na pomoc Togu. Její přednášky prokládané hudbou se uskutečnily v roce 2004 v Hulíně a v Kroměříži.
- Angelo navštívil se svým sólovým programem Česko hned několikrát v letech 2006, 2007, 2008, 2009, 2012 a 2014 konkrétně Prahu, Brno, Ostravu a Plzeň.
- Kathy vystoupila sólově v Plzni a v Brně v roce 2008 a v Českých Budějovicích a v Olomouci v roce 2010, rok poté znovu v Brně (ČB, Olomouc a Brno pořadatel ). 21.2.2015 Kathy vystoupila v pražském Hotel Svornost v rámci dvojkoncertu „Opera Meets Gospel“ společně se zpěvákem Norbertem Peticzkým známým z Hlasu Česko Slovenska. S Norbertem pak Kathy vystoupila také v 26.9.2015 Ostravě, kdy v rámci programu „Shades Of Music“ představili svůj společný duet Miracles. Bylo to tak poprvé, kdy některý Kelly natočil společný duet s československým interpretem.
- Paddy (v letech 2005-2010 bratr John Paul Mary) vystoupil v Česku v rámci modlitebních večerů, a to 19.2.2010 v Olomouci a 20.2.2010 v Brně (pořadatel www.kellys.wbs.cz) a v rámci svého turné „Solo & unplugged“ 5.10.2013 v Plzni a 21.12.2013 v Ostravě (pořadatel Aeskimo).
- Patricia zavítala již třikrát do Prahy – 27.2.2010, 3.3.2012 a 26.6.2015. Dále také koncertovala 27.6.2015 v Olomouci, kdy vystoupila na vůbec prvním sólovém Kelly koncertě pod širým nebem. (pořadatel www.kellys.wbs.cz)
- Jimmy vystoupil v Česku 16.5.2010 v Praze ve Flannagan's Irish Baru, 4.12.2010 v Plzni, v klubu House of Blues a 14.12.2013 v Městském divadle ve Slaném (pořadatel www.kellys.wbs.cz)
- John se představil českému publiku 10.9.2011 v P.M. Clubu v Praze (pořadatel www.kellys.wbs.cz)
- Kelly Family byli 16.11.2017 v pořadu Snídaně s Novou
- Kelly Family uskutečnili 8. 3. 2018 koncert v pražské O2 aréně.